# Stiftung Soziale Gesellschaft – Nachhaltige Entwicklung

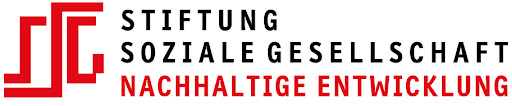
Logo der Stiftung Soziale Gesellschaft – Nachhaltige Entwicklung

Die Stiftung Soziale Gesellschaft – Nachhaltige Entwicklung ist eine gemeinnützige Stiftung der IG Bauen-Agrar-Umwelt. Sie wurde im Herbst 2004 gegründet und hat ihren Sitz in Berlin.
Zielsetzung der Stiftung ist die Förderung sozialer Nachhaltigkeit durch nationale und internationale Projekte im Gewerkschaftskontext.
Die Richtlinien des Handelns sind:
- Nachhaltig handeln, d. h. Umwelt, Wirtschaft und Soziales als Einheit betrachten und sozial nachhaltig handeln.
- Gesellschaftliche Alternativen aufzeigen – als Stiftung der IG Bauen-Agrar-Umwelt will man gesellschaftliche Alternativen aufzeigen und konkrete Projekte im gewerkschaftlichen Kontext fördern.
- Dialog führen – mit Vertretern aus Umwelt, Wirtschaft und Sozialem können zukunftsfähige Ideen entwickeln
- Internationale Solidarität beweisen – Vor dem Hintergrund einer globalisierten Welt sieht die Stiftung den Begriff von der "Internationalen Solidarität" neu mit Inhalt gefüllt. Menschen aus anderen Kontinenten sind näher als früher. Die Stiftung unterstützen daher nicht nur Projekte in Europa, sondern auch in Afrika, Asien und Lateinamerika.
- Hilfe zur Selbsthilfe geben – Entscheidendes Prinzip der Projekte ist die Hilfe zur Selbsthilfe. Die Stiftung sieht dies als elementare Voraussetzung Strukturen nachhaltig zu ändern.